# About Face (1984)

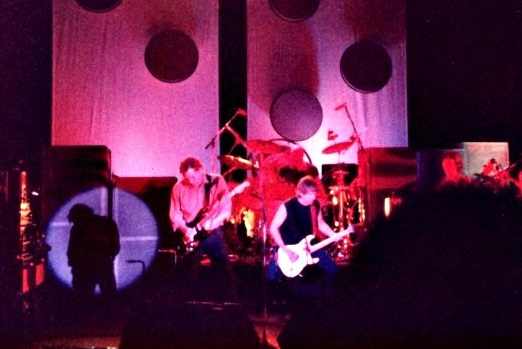
David Gilmour treedt op in Brussel (1984)

About Face is het tweede soloalbum van Pink Floyd-gitarist David Gilmour. Het is opgenomen in Parijs, de Pathé-Marconi-studio's. Het album is gemixt door James Guthrie, die ook gewerkt heeft voor Pink Floyd. Orkestratie is verzorgd door Michael Kamen (ook al een Pink Floyd-man) en Bob Ezrin.

## Musici
- David Gilmour: gitaar en zang;
- Jeff Porcaro: drums en percussie;
- Pino Palladino: basgitaar;
- Ian Kewley: hammondorgel en piano

met als aanvulling:
- Steve Winwood: piano en orgel;
- Anne Dudley: synthesizer;
- Bob Ezrin: toetsen;
- Luís Jardim, Ray Cooper: percussie;
- Jon Lord: synthesizer;
- Roddy Lorimer, Barbara Snow, Tim Sanders, Simon Clarke: blazers;
- Vicki Brown, Sam Brown, Mickey Feat, Roy Harper: achtergrondzang;
- National Philharmonic Orchestra: orkest.

Alhoewel Pete Townshend aan twee nummers heeft meegeschreven (zie onder) wordt nergens vermeld dat hij ook daadwerkelijk heeft meegespeeld.

## Tracklist
Alle muziek en teksten zijn geschreven door David Gilmour, behalve de teksten van
"Love On The Air" en "All lovers are Deranged" ; die zijn van The Who-gitarist Pete Townshend.
1. Until We Sleep
2. Murder
3. Love On The Air
4. Blue Light
5. Out Of The Blue
6. All Lovers Are Deranged
7. You Know I'm Right
8. Cruise
9. Let's Get Metaphysical
10. Near The End

## Tournee
Om het album te promoten ging Gilmour op tournee door Europa en Noord-Amerika 931 maart-juli 1984). Hij schakelde daarbij Mick Ralphs (gitaar, zang), Mickey Feat (basgitaar, zang), Gregg Dechert (toetsinstrumenten, zang), Chris Slade (drumstel), Sue Evans (percussie tussen 5 en 16 juli), Jody Linscott (percussie van maart tot juni) en Raphael Ravenscroft (saxofoon, dwarsfluit en toetsen) in. De show op 24 april 1984 in Johanneshovs Isstadion te Stockholm werd vastgelegd voor de Zweedse radio en in 2018 uitgebracht op cd onder de titel The Stockholm Syndrome.
- Tracks cd1: 1: Untill we sleep; 2: All lovers are deranged (5:32), 3: There’s no way out of here (6:03), 4: Love on the air (5:52), 5: Mihalis (9:47), 6; Cruise (6:36), 7: Short and sweet (6:29), 8: Run like hell (6:29)
- Trakcs cd2: 1: Out of the blue (4:00), 2: Let’s get metaphysical (7:53), 3: You know I’m right (7:42), 4: Blue light (8:46), 5: Murder (7:37), 6: Near the end (10:08), 7: Comfortably numb (8;19).
- Love on the air en Blue light werden samen geschreven met Pete Townsend voor de supergroep Deep End, waarvan ook Jody Linscott lid was. Short and sweet heeft als coauteur Roy Harper, die als gast optrad tijdens de shows in Hammersmith Odeon (28, 29 30 april 1984).
- de concertreeks bracht Gilmour ook in Muziekcentrum Vredenburg in Utrecht.